# Grummore

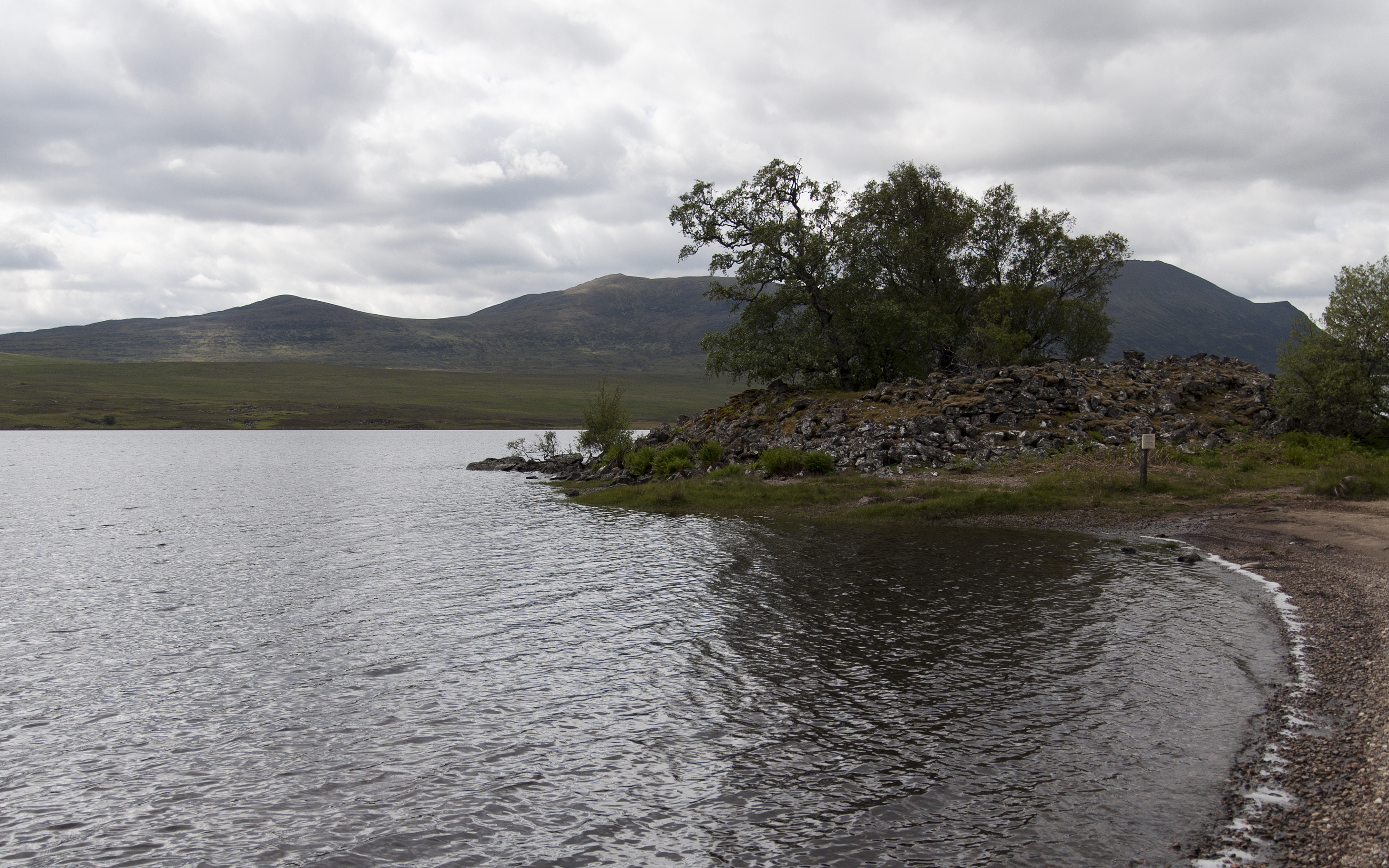
Grummore Broch aan de oever van Loch Naver

Grummore is een klein dorp aan de westelijke zijde van Loch Naver, een loch in Sutherland, Schotland. Grummore ligt in de vallei Strathnaver die erg te lijden had van de ontruiming van de Hooglanden (zie artikel over Strathnaver). De bewoners werden aan het begin van de 19e eeuw verdreven om plaats te maken voor schapen.
Aan de oever van Loch Naver staat de Grummore Broch, een broch in erg vervallen staat uit de eerste eeuw voor of na onze jaartelling.